# Президентські вибори у Словенії 2022
Президентські вибори у Словенії 2022 — чергові вибори Президента Словенії, що пройшли у два тури 23 жовтня та 13 листопада 2022 року. Чинний президент Борут Пахор не мав права балотуватися через обмеження кількості термінів.
13 листопада 2022 року виборча комісія повідомила, що Пірц Мусар перемогла, здобувши 54% голосів, після чого Логар визнав поразку та привітав Пірц Мусар із перемогою.

## Виборча система
Президент Словенії обирається раз на 5 років загальним таємним голосуванням за  системою абсолютної більшості. Якщо в першому турі жоден з кандидатів не отримує більшості голосів, то проводиться другий тур між двома кандидатами, які набрали найбільшу кількість голосів.
Згідно з виборчим законом, кандидат у президенти повинен отримати підтримку:
- 10 членів Національної асамблеї або
- принаймні однієї політичної партії та або 3 членів парламенту або 3 тисяч виборців або
- 5 тисяч виборців.

Політична партія має право підтримати висунення тільки одного кандидата.

## Кандидати
- Мілан Брглез — Спікер Державного зібрання (2014–2018). Член Європейського парламенту (з 2019);
- Анже Логар — Міністр закордонних справ Словенії в третьому уряді Янші з 13 березня 2020 до 1 червня 2022 року;
- Наташа Пірц Мусар — Комісар з інформації (2004–2014), адвокатка, президент Червоного Хреста Словенії[3].;
- Янез Зіглер Краль — Міністр праці (2020–2022);
- Миха Кордіш — Депутат Державного зібрання;
- Володимир Пребіліч — Мер Кочів'я (з 2010);
- Сабіна Сенчар — Гінеколог.

## Опитування громадської думки

### Рейтинг кандидатів у першому турі
| Дата опитування    | Джерело опитування    | Кількість опитаних |                               |                                           |                                      |
| ------------------ | --------------------- | ------------------ | ----------------------------- | ----------------------------------------- | ------------------------------------ |
| Дата опитування    | Джерело опитування    | Кількість опитаних |                               |                                           |                                      |
| Дата опитування    | Джерело опитування    | Кількість опитаних | Мілан Брглез Соціал-демократи | Анже Логар Словенська демократична партія | Наташа Пірц Мусар Незалежний політик |
| 27 вересня 2022    | Ninamedia/Mladina     | 500                | 18.9 %                        | 27.3 %                                    | 23,3 %                               |
| 28–30 вересня 2022 | Valicon/RTV Slovenija | 1547               | 12.1 %                        | 21.5 %                                    | 19,7 %                               |
| 10–14 жовтня 2022  | Parsifal/Nova24TV     | 705                | 10.7 %                        | 27.1 %                                    | 19.9 %                               |
| 17–19 жовтня 2022  | Mediana/POP TV/Delo   | 824                | 17.3 %                        | 30,1 %                                    | 20.5 %                               |
| 18–21 жовтня       | Valicon/RTV Slovenija | 1989               | 12.3 %                        | 24,8 %                                    | 21.4 %                               |

### Рейтинг кандидатів у другому турі
| Дата опитування    | Джерело опитування      | Кількість опитаних |                                           |                                      |
| ------------------ | ----------------------- | ------------------ | ----------------------------------------- | ------------------------------------ |
| Дата опитування    | Джерело опитування      | Кількість опитаних |                                           |                                      |
| Дата опитування    | Джерело опитування      | Кількість опитаних | Анже Логар Словенська демократична партія | Наташа Пірц Мусар Незалежний політик |
| 18–21 жовтня 2022  | Valicon/RTV Slovenija   | 1 989              | 36.5 %                                    | 42.5 %                               |
| 17–19 жовтня 2022  | Mediana/POP TV/Delo     | 824                | 42.4 %                                    | 44.4 %                               |
| 10–14 жовтня 2022  | Parsifal/Nova24TV       | 705                | 49.2 %                                    | 45.1 %                               |
| 10–13 жовтня 2022  | Ninamedia/Večer/Dnevnik | 1 000              | 39.6 %                                    | 37.3 %                               |
| 29–30 вересня 2022 | Valicon/RTV Slovenija   | 1 547              | 33.9 %                                    | 40.7 %                               |
| 28–29 вересня 2022 | Ninamedia/Dnevnik/Večer | 1 00               | 40.8 %                                    | 41.6 %                               |

## Результати
| Кандидати                    | Партія                         | Перший тур | Перший тур | Другий тур | Другий тур |
| Кандидати                    | Партія                         | Голосів    | %          | Голосів    | %          |
| ---------------------------- | ------------------------------ | ---------- | ---------- | ---------- | ---------- |
| Анже Логар                   | Словенська демократична партія | 292 224    | 33,96%     | 409 761    | 46,14%     |
| Наташа Пірц Мусар            | Незалежний                     | 231 234    | 26,87%     | 478 399    | 53,86%     |
| Мілан Брглез                 | Соціал-демократи               | 132 609    | 15,41%     |            |            |
| Володимир Пребіліч           | Незалежний                     | 91 762     | 10,66%     |            |            |
| Сабіна Сенчар                | Незалежний                     | 51 244     | 5,95%      |            |            |
| Янез Зіглер Краль            | Нова Словенія                  | 37 423     | 4,35%      |            |            |
| Миха Кордіш                  | Ліві                           | 24 079     | 2,80%      |            |            |
| Недійсні / порожні голоси    | Недійсні / порожні голоси      | 4 068      | 0,47%      | 9 847      | 0,73%      |
| РАЗОМ                        | РАЗОМ                          | 868 685    | 100,00%    | 898 007    | 100,00%    |
| Зареєстровані виборці / явка | Зареєстровані виборці / явка   | 1 694 437  | 51,27%     | 1 694 437  | 53,00%     |
| Джерело: Volitve             |                                |            |            |            |            |